# Gérard de Villiers
Gérard de Villiers (París, França, 8 de desembre de 1929 − París, 31 d'octubre de 2013) va ser un escriptor francès, periodista i editor. Va estudiar periodisme a l'ESJ Paris (Escola Superior de Periodisme de París).
És el creador de la sèrie de novel·les d'espionatge SAS - prop de dues-centes -, començada l'any 1965, protagonitzades pel príncep austríac i agent de la CIA Malko Linge. SAS és un joc d'inicials: "Son Altesse sérénissime" (SAS) és la versió francesa de "His Royal Highness" (HRH); i el "Special Air Service" britànic (SAS); la unitat de forces especial principal de l'Exèrcit britànic.
Villiers és conegut per escriure novel·les a to amb esdeveniments contemporanis, com conflictes o amenaces terroristes d'actualitat. "Otage des talibans" està basat en informació recollida durant un viatge de camp a l'Afganistan i de fonts de la intel·ligència francesa, "Polonium" gira al voltant de l'assassinat d'Aleksandr Litvinenko a Londres, "Le défecteur de Pyongyang" està centrat en les activitats de rentat de diners a Corea del Nord, també va escriure sobre Carlos, el Chacal, o altres llibres ambientats a Macau.